# ブリーダー
ブリーダー（英: breeder）とは、動物や植物の繁殖および改良に従事する者をいう。育種家（いくしゅか）とも。
通常、選択的な交配を行うことで再生産可能な特定の特徴をもった子孫を生み出す者を指す。

## 概要
動物では、産業動物の繁殖を行っている者や、ペットとして販売される血統などを考慮して健康な動物を繁殖している者を指す。日本でブリーダーという言葉を使う場合、特にペットや競走馬の繁殖家を指す場合が多い。
これらでは健康な動物を繁殖させ、更には販売に適する状態に成長させ、その間に必要であれば基本的な躾や、各種予防接種を行うなどする。また良い血統の動物を繁殖（→人為選択）させて展示会での入賞を狙ったり、異なる品種を掛け合わせるなどすることで、動物の品種改良も行っている場合もある。
植物では、農業や園芸のための品種改良に携わる者を指す。種苗会社や大学、農業試験場などの機関に所属するか、個人の農園で行う。農業では分業と集約が進んでおり、種苗のほとんどは規模の大きい種苗会社が品種改良して市場に提供し、農家がそれを購入する。

## ペットのブリーダー

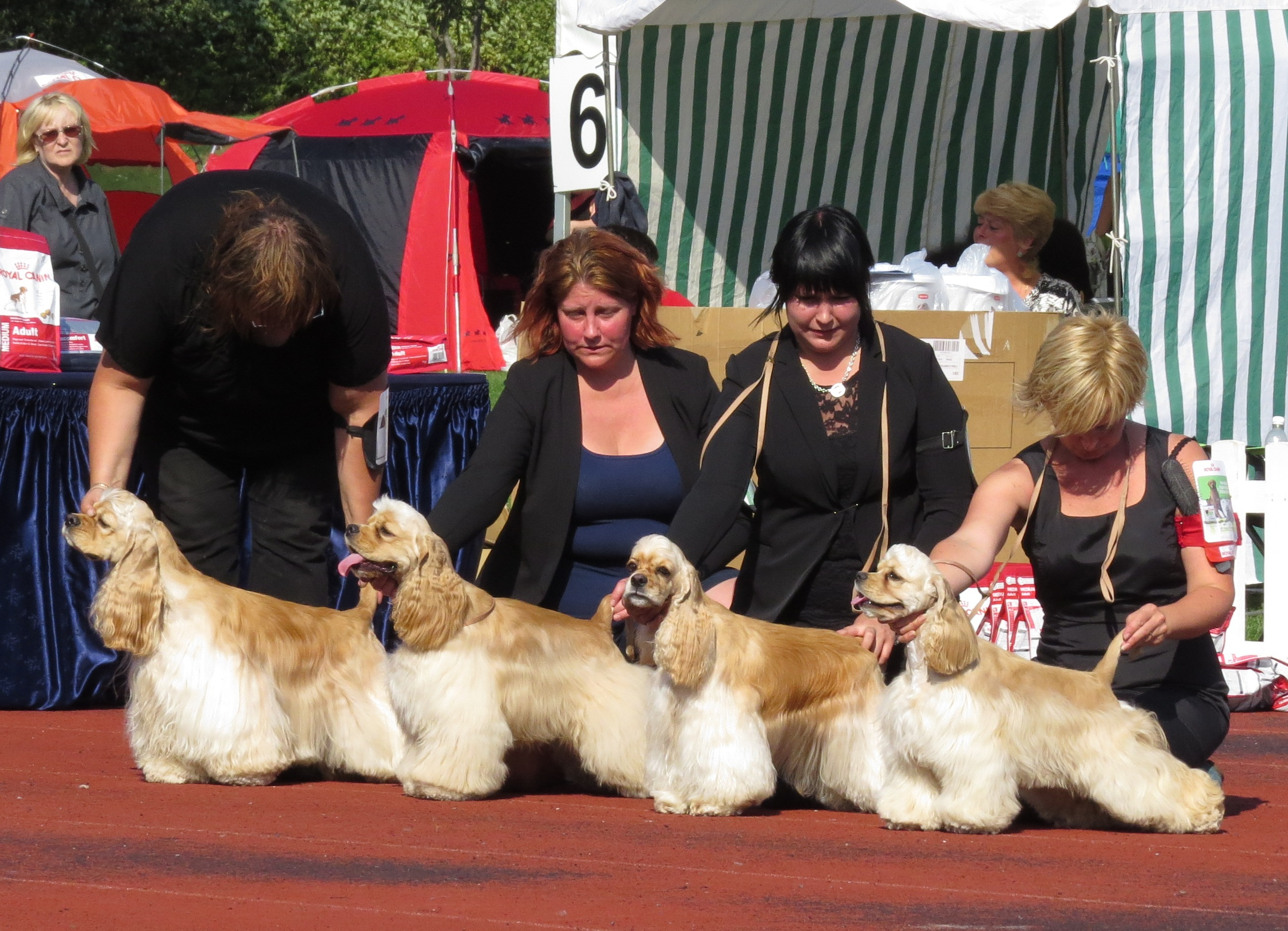
犬のブリーダー

犬の場合、1匹〜数匹しかいない家庭的なブリーダー (バックヤードブリーダー) から、会社組織で大掛かりに繁殖をおこなっているブリーダーまで様々である。現在は、ブリーダーと顧客の間を取り次いで子犬を販売するペット通販（子犬取次業）なる業種も存在しており、ペット産業の拡大にも関連して、様々な業態がみられる。
家庭用ペットとして販売目的で繁殖させるのはブリーダーでは無く、パピーミルと言う。繁殖業者で、無理な繁殖により不健康な個体が生まれたり、販売不可能だった個体を処分するなど、問題となっている。

## ペットブリーダーの問題点

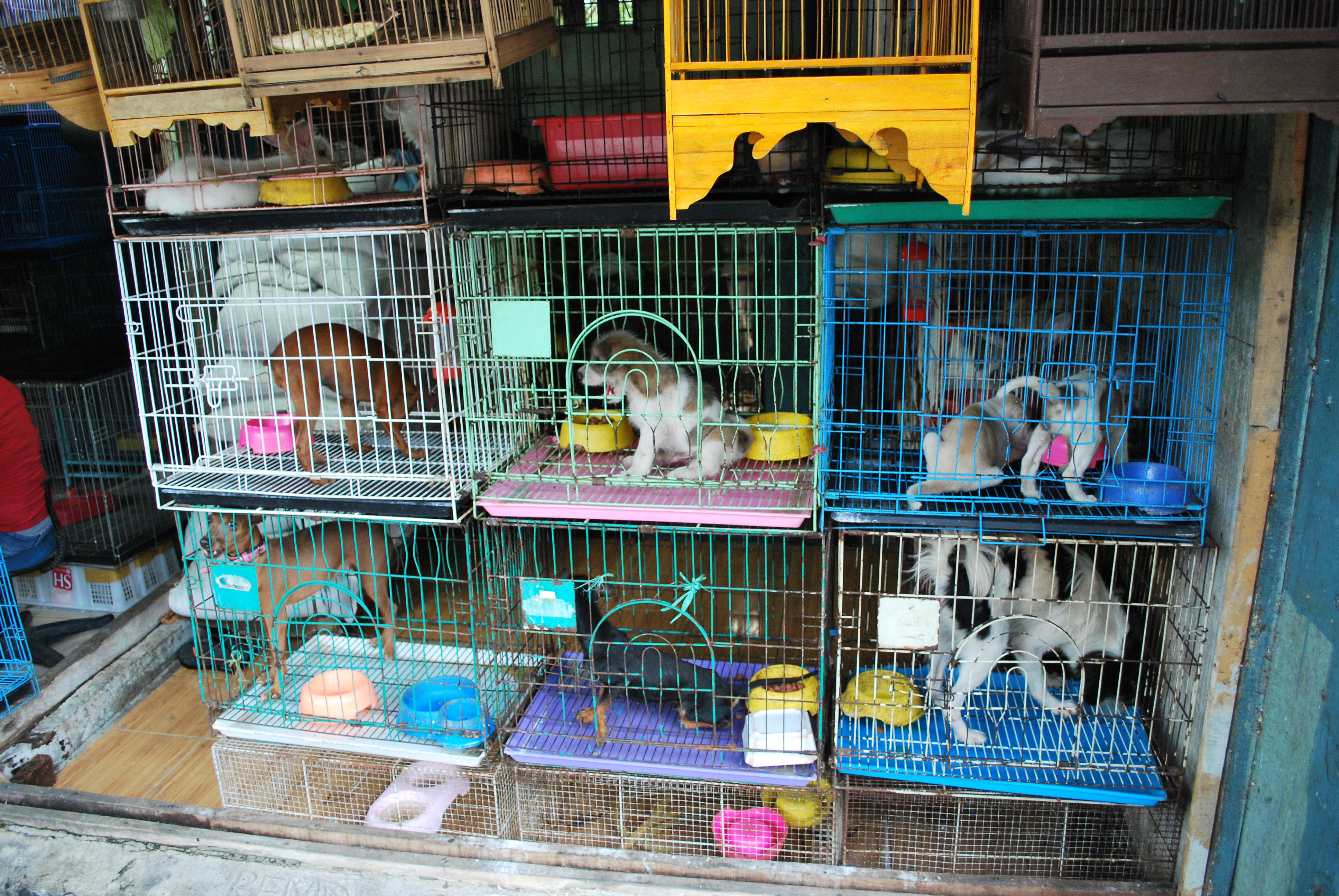
パピーミル

特定の変種を品種として定着させる事で、様々な血統を維持しているが、これらの行為が自然に適応できないような変種を作り出してしまうため、動物本来の持つ性質をも変質させているともみられる。また特定の遺伝病までもを品種として定着させてしまいかねないため、これを批判する人も見られる。
その一方で、ペットが高価で取引されるに従い、金銭を目的とした業者が乱立するようになった。こうした業者の中には、不適切な環境で飼育する・世話を怠るといった動物虐待を行い、動物の愛護及び管理に関する法律に抵触、逮捕される例も見られる。逮捕されないまでも、倫理的に問題のあるブリーダーの起こすトラブルも少なからず報じられており、飼育場の騒音・悪臭が元で係争関係に発展した事例も見られる。これらでは投機と称して資金を集めたブリーダーが、後に金銭的トラブルから事件を起こす・あるいは巻き込まれた事例もある。
ペットショップでは、イヌの場合で人気犬種では1頭数万円〜数十万円といわれ、ネコの場合でも人気のある種類は十数万円前後で売買されている。しかしこれらは中間マージンを含んでの価格であり、実際に評価される個人のブリーダー業者自体は、品質を維持しようとすると、どうしても育成面で良好な環境を整えたり躾を行ったり十分な運動や世話をするなどの必要性からコストが掛かるため、利益は余り上がらない趣味の延長に過ぎない傾向すら見られる。
また人気のある種類にはブームがあり、日本では十数年～数年程度で人気種類の入れ替わるペットブームが目まぐるしく起こっていて、儲けを当て込んでの「不良在庫」を抱えての事業失敗などトラブルも後を絶たない。これらでは、イヌのケースを例に取れば、高度経済成長期のスピッツやコリーブーム、あるいは近年のシベリアン・ハスキーやチワワといった犬種で、ブーム終了以降大量に保健所に持ち込まれる、あるいは野犬として保護された事例がある。特に優良ブリーダーとされる人々は、ブームに関わり無く、自分の好みの種類を専門に扱う傾向が見られる。
これらブリーダーの質的な問題は著しく、近年のインターネットなどを通じたペット通販では、事前に個体の状態を確認しにくいこともあり、その一部に悪徳ブリーダーが近親交配で繁殖させた遺伝疾患の顕著な個体の販売することによりトラブルとなるケースすらみられる。
ペットオークションにブリーダーが持ち寄った子犬や子猫について、動物愛護管理法に違反する形で、出生日を偽装するケースが常態化していることが、環境省が9道府県を対象に実施した調査によって2024年2月に判明している。同法では、生後56日以内の子犬や子猫については、親から引き離されることによって噛み癖や吠え癖がつく可能性や、感染症リスクなどの問題から、2019年の同法改正以降は売買が禁止されているが、オークションへの出品の際に、出所日に関してはブリーダーによる自己申告制となっているなど、法の不備が指摘されている。環境省は違反を行ったブリーダーが所在する道府県に依頼し、ブリーダーを行政指導している。また、環境省の調査で、全国1,4000のブリーダーのうち約半数で、犬猫の出生日の記録が無いなどの法令違反が確認されており、同省ではオークションでの件も含め、対応を検討している。
新型コロナウイルスの感染拡大に伴う巣ごもり需要で、ペット業界が業績を伸ばしているが、そうした中で生じた利益を、滋賀県内の5人のペットブリーダーが税務申告せず、大阪国税局の税務調査で2020年までの5年間で約2億3500万円の申告漏れを指摘されたことが、2022年に判明している。ペットの所有数・繁殖数・販売数について、登録先の自治体への報告数を過少申告する手口での、意図的な所得隠しも横行しているとされる。